# Erik Fernando Godoy
Erik Fernando Godoy (Buenos Aires, 16 de agosto de 1993) es un futbolista argentino. Juega de defensor en Argentinos Juniors de la Primera División de Argentina.

## Clubes
| Club                | País      | Años          | PJ  | Goles |
| ------------------- | --------- | ------------- | --- | ----- |
| Tigre               | Argentina | 2012-2017     | 118 | 4     |
| Belgrano            | Argentina | 2017-2018     | 25  | 1     |
| Colón               | Argentina | 2018          | 16  | 0     |
| Vancouver Whitecaps | Canadá    | 2019-2022     | 68  | 3     |
| Belgrano            | Argentina | 2023-2024     | 10  | 0     |
| Argentinos Juniors  | Argentina | 2024-presente | 0   | 0     |

- Datos: Q20017810